# Itasca (Texas)
Itasca é uma cidade localizada no estado norte-americano do Texas, no Condado de Hill.

## Demografia
Segundo o censo norte-americano de 2000, a sua população era de 1503 habitantes.
Em 2006, foi estimada uma população de 1637, um aumento de 134 (8.9%).

## Geografia
De acordo com o United States Census Bureau tem uma área de
3,1 km², dos quais 3,1 km² cobertos por terra e 0,0 km² cobertos por água. Itasca localiza-se a aproximadamente 216 m acima do nível do mar.

## Localidades na vizinhança
O diagrama seguinte representa as localidades num raio de 20 km ao redor de Itasca.